# منتخب غواتيمالا لكأس فيد
منتخب غواتيمالا لكأس فيد هو ممثل غواتيمالا الرسمي في كرة المضرب في كأس فيد
.